# Entführung von Bert Nussbaumer
Die Entführung von Bert Nussbaumer ereignete sich im November 2006, als der österreichische Staatsbürger gemeinsam mit vier US-Amerikanern im Irak verschleppt wurde. Der Ex-Soldat war bei einem US-amerikanischen privaten Sicherheits- und Militärunternehmen mit Sitz in Kuwait angestellt gewesen. Im März 2008 gab das FBI den Tod von Bert Nussbaumer bekannt, nachdem seine Leiche gefunden und identifiziert worden war.

## Leben
Bert Nussbaumer wurde am 29. Juli 1981 in Altmünster, Oberösterreich, geboren. Er war Zeitsoldat beim Jagdkommando, einer Eliteeinheit von Österreichs Bundesheer, in Wiener Neustadt. Später heuerte er bei dem privaten US-Sicherheitsunternehmen Crescent Security Group an, um als Söldner im Irak angeblich Hilfstransporte zu begleiten und Personenschutz vorzunehmen. Er sei bereits im Juli 2006 auf eigene Faust in den Irak gefahren, habe dort aber keinen Job bekommen, erzählte ein Fußballkollege und langjähriger Bekannter von Bert Nussbaumer der Nachrichtenagentur APA in Gmunden. Schließlich erhielt er die Stelle bei dem Sicherheitsunternehmen. Dort habe er erst sechs Wochen vor seiner Entführung mit der Arbeit begonnen. Das Risiko sei ihm sehr wohl bewusst gewesen.

## Entführung im Irak

### Verschleppung
Am 16. November 2006 wurde ein Lebensmittelkonvoi aus 43 Fahrzeugen, der von Kuwait nach Nasiriya fahren sollte, an einer falschen Polizeisperre nahe der südirakischen Stadt Safwan an der Grenze zu Kuwait angehalten und von Bewaffneten überfallen. Es wurden 19 Lastwagen entführt und 14 Mitarbeiter als Geiseln genommen. Neun irakische Mitarbeiter der Firma kamen später wieder frei. Bert Nussbaumer und seine vier amerikanischen Kollegen Jonathan Cote, Joshua Munns, Paul Reuben und John Young wurden verschleppt. Zu der Entführung bekannte sich die Gruppe „Nationaler Islamischer Widerstand im Irak – Furqan Brigaden“. Sie forderte die Befreiung aller Gefangenen der britischen und der US-Armee im Irak.
Am Tag darauf erklärte der Gouverneur von Basra, Mohammed el Waili, dass zwei der fünf Geiseln wieder auf freiem Fuß seien. Diese Meldung erwies sich später als falsch. Laut einem Fernsehbericht sei Bert Nussbaumer bei einem Befreiungsversuch getötet und seine Leiche in der Wüste bei Al-Subair gefunden worden. Nach der Identifizierung stellte sich das als Irrtum heraus. Die irakische Polizei hat nach eigenen Angaben am 6. Dezember 2006 einen Verdächtigen festgenommen, sagte der Chef der Geheimpolizei in Basra, Ali Hammadi Mussawi, dem ORF. Doch der habe zu wenig gewusst.
Am 19. November 2006 strahlte der vom Iran betriebene arabische Satellitensender Al Alam ein Video einer Gruppe aus, welche behauptet hatte, Bert Nussbaumer und vier US-Amerikaner in ihrer Gewalt zu haben. In dem Video war ein Mann zu sehen, der sein Gesicht mit einem Kopftuch verhüllte.

### Lebenszeichen
Von Bert Nussbaumer und den vier US-Amerikanern wurde ein Video aufgenommen, welches auf den 21. Dezember 2006 datiert war. Dieses zeigte die Geiseln in einem Raum auf dem Boden sitzend. Er sagte in englischer Sprache mit erkennbar österreichischem Akzent: „Mein Name ist Bert Nussbaumer. Ich bin österreichischer Staatsbürger. Ich arbeite im privaten Sicherheitsgeschäft für Crescent Security im Irak.“ Das Video wurde am 3. Januar 2007 veröffentlicht.
Am 29. Dezember 2006 stellte die kalifornische Zeitung „The Tribune“ Audiobotschaften der fünf Geiseln ins Internet. Wie die Zeitung berichtet, habe man Reportern des Verlagshauses The McClatchy Company ein Video gezeigt, das die vier US-Amerikaner und den Österreicher zeige. Die Reporter hätten das Video zwar sehen, aber davon nur eine Tonaufnahme anfertigen dürfen. Darin sprach er auf Englisch folgende Worte: „Mein Name ist Bert Nussbaumer. Ich bin 25 Jahre alt, Wien, österreichischer Staatsbürger und ich will (... unverständliche Passage ...) mit meinen Freunden aus dem Irak.“ Bert Nussbaumer trat gemeinsam mit zwei anderen Geiseln, John Young und Jonathan Cote, auf. Alle drei standen an den Händen vor dem Körper gefesselt, nebeneinander vor goldfarbenen Vorhängen.
Im Irak ist bei einer Hausdurchsuchung am 21. März 2007 eine Liste mit Namen von ausländischen Geiseln aufgetaucht, auf der sich auch der des entführten österreichischen Staatsangehörigen befand. Bert Nussbaumer habe offenbar selbst seinen Namen auf die Liste geschrieben. Dies hätten Personen, die seine Handschrift kennen, anhand des Schriftzugs bestätigt.

### Bemühungen um die Freilassung
Am 19. März 2007 hatte sich der österreichische Bundespräsident Heinz Fischer in einem Brief an seinen irakischen Amtskollegen Dschalal Talabani für die Freilassung von Bert Nussbaumer eingesetzt. Fischer wies in dem Schreiben auf die guten Beziehungen der beiden Staaten hin und bat um die größtmögliche Unterstützung. Das Außenministerium in Wien wollte die Vorwürfe nicht kommentieren, lobte jedoch am 31. Juli 2007 die Zusammenarbeit mit der Firma. Außenamtssprecher Georg Schnetzer sagte der Nachrichtenagentur APA, dass der Informationsaustausch gut funktioniert hätte.
Der in Untersuchungshaft befindliche Terrorverdächtige Mohamed Mahmoud machte am 22. Oktober 2007 Aussagen zum Verbleib von Bert Nussbaumer. Er sagte, dass der entführte Österreicher in einem Gefängnis in Teheran festgehalten und als „Schutzschild“ verwendet werde. Diese Information habe er via Al-Hesbah erfahren. Am 22. November 2007 betonte ein Teilhaber von Crescent Security Group, Franco Picco, die Behörden unternähmen alle erdenklichen Bemühungen, um die Freilassung der Geiseln herbeizuführen. Das Sicherheitsunternehmen würde mit dem FBI zusammenarbeiten, um die fünf Sicherheitsleute zu finden und zu befreien.

### Hinweise und Spekulationen
Neue Hoffnung für die fünf Sicherheitsleute kam am 30. Mai 2007 auf. Augenzeugen hätten die fünf Männer einige Wochen zuvor lebendig gesehen. Dies erklärte der Vater der US-Geisel Joshua Munns, Mark Munns, und berief sich dabei auf einen seiner Informanten. Eine private Hilfsinitiative geht davon aus, dass die Geiseln aus finanziellen und nicht aus politischen Motiven festgehalten werden. Für zweckdienliche Hinweise wurden 150.000 US-Dollar Belohnung ausgesetzt.
Am 16. Juni 2007 berichtete das Nachrichtenmagazin „profil“ von Gerüchten, wonach Bert Nussbaumer samt seiner vier amerikanischen Kollegen „als CIA-Agent eingestuft und in den Iran verschleppt worden“ sei. Es gebe „Indizien für eine Täterschaft des iranischen Geheimdienstes“ und Hinweise darauf, dass die Aktion ein Vergeltungsschlag für die vorangegangene Verhaftung mehrerer iranischer Geheimdienstangehöriger gewesen sei. Das Außenministerium in Wien konnte dies jedoch nicht bestätigen. Nicht näher bezeichnete Irak-Experten schätzten nach Recherchen die Überlebenschancen „sehr schlecht“ ein. Die Zeitung „Österreich“ meldete am 15. Juli 2007, Bert Nussbaumer sei am 18. Juni 2007 zusammen mit den mit ihm entführten US-Amerikanern bei Basra gesehen worden. Dies gaben die Eltern der amerikanischen Geiseln bei einer Pressekonferenz in den Vereinigten Staaten bekannt.
Gegen das Sicherheitsunternehmen Crescent Security Group erhob die Tageszeitung „The Washington Post“ schwere Vorwürfe. Demnach habe das Unternehmen die Sicherheit seiner Angestellten auf das Spiel gesetzt, um Kosten zu sparen. Wie am 18. Dezember 2007 bekannt wurde, soll laut US-Medienberichten ein britischer Soldat bei einer militärischen Suchaktion für Bert Nussbaumer und seine vier Mitgefangenen getötet worden sein. Das FBI und Außenamt bestätigten in dem Briefing, dass die Jagd auf die Geiselnehmer zur Befreiung der Geiseln andauere. Wie der Tod des Soldaten zeige, sei die Suche jedoch „höchst gefährlich“, hieß es weiter.

### Fingerabdrücke und DNA-Spuren
Am 12. März 2008 teilte das österreichische Außenministerium mit, dass US-Behörden im Irak Informationen über „Fingerabdrücke beziehungsweise DNA-Spuren“ erhalten hätten, die eindeutig Bert Nussbaumer zugeordnet werden. Ob er noch am Leben ist, blieb allerdings weiter unklar. Das Nachrichtenmagazin „News“ hatte berichtet, es sei ein abgetrennter Finger von Bert Nussbaumer aufgetaucht. Tags darauf bestätigte „The Washington Post“ den Bericht.

### Leichenfunde
Wie das FBI am 24. März 2008 mitteilte, seien im Irak die Leichen von zwei US-Geiseln gefunden worden. Bei den Toten handelte es sich um John Young und Ronald Withrow. Young wurde gemeinsam mit Bert Nussbaumer am 16. November 2006 entführt. Withrow war als Angestellter des Sicherheitsdienstleisters JPI Worldwide im Irak und befand sich seit dem 5. Januar 2007 in der Hand seiner Geiselnehmer. Das FBI verurteilte in einer Erklärung die Ermordung der beiden US-Bürger als „abscheuliche verbrecherische Tat“.
Am 27. März 2008 gab die Bundespolizei bekannt, dass weitere drei entführte Mitarbeiter des Sicherheitsunternehmens Crescent Security Group tot entdeckt und in die USA überführt wurden. Demnach wurden die sterblichen Überreste von Joshua Munns und Paul Reuben identifiziert. Zwei Tage später, am 29. März 2008 – nach der Durchführung von DNA-Analysen – gab das FBI bekannt, dass es sich beim fünften Toten definitiv um Bert Nussbaumer handle. Die Leiche des entführten und getöteten US-Amerikaners Jonathan Cote wurde im April 2008 gefunden.

### Bestattung
Am 6. Mai 2008 wurde die Urne mit den sterblichen Überresten von Bert Nussbaumer auf dem Friedhof von Neukirchen bei Altmünster beigesetzt. Ende Juni 2008 lag der Linzer Polizei das Obduktionsergebnis der Leiche vor. Demnach sei der Oberösterreicher weder erschossen, noch erschlagen, sondern erdrosselt oder aufgehängt worden.